# I Breathe
I Breathe är en sång skriven av Alexander Bard och Anders Wollbeck. Den spelades in av gruppen Vacuum, som släppte den på singel och under sent 1996-tidigt 1997 nådde stora framgångar med den.

## Listplaceringar
| Lista (1996-1997) | Topplacering |
| ----------------- | ------------ |
| Sverige           | 2            |

### Fotnoter
1. ↑  ”I Breathe”. Svensk mediedatabas. 27 februari 1996. http://smdb.kb.se/catalog/id/001512059. Läst 6 februari 2014.
2. ↑  Listplacering, läst 6 februari 2014